# Тулламор (станция)
Тулламор — железнодорожная станция, открытая 2 октября 1854 года и обеспечивающая транспортной связью одноимённый город в графстве Оффали, Республика Ирландия.